# Alto Cauale
Alto Cauale foi um município da província do Uíge, em Angola, com sede na cidade de Cangola.
O município tinha 3064 km² e cerca de 104 000 habitantes. Era limitado a norte pelo município de Sanza Pombo, a leste pelo município de Massango, a sul pelo município de Calandula, e a oeste pelos municípios de Camabatela, Negage e Puri.
O município era constituído pela comuna-sede, correspondente à cidade de Cangola, e pelas comunas de  Bengo e Caiongo.

## História
A reforma administrativa-territorial de 2024 extinguiu o município, com sua jurisdição sendo transferida para o novo município de Cangola.